# Pentaceraster gracilis
Pentaceraster gracilis is een zeester uit de familie Oreasteridae. De wetenschappelijke naam van de soort werd in 1871 als Oreaster gracilis gepubliceerd door Christian Frederik Lütken.

## Synoniemen
- Pentaceros callimorphus Sladen, 1889
- Pentaceros rouxi Koehler, 1910
- Pentaceros mertoni Koehler, 1910